# Église Sainte-Élisabeth-de-Hongrie de Paris
Pour les articles homonymes, voir Église Sainte-Élisabeth.
L'église Sainte-Élisabeth-de-Hongrie est un édifice religieux catholique situé à Paris (3e arrondissement), datant des XVIIe et XIXe siècles. Tout d'abord chapelle du monastère des religieuses du Tiers-Ordre de saint François (de 1646 à 1792) puis église paroissiale (depuis 1802) du quartier du Temple, elle accueille de façon ordinaire les célébrations religieuses de l'ordre souverain de Malte à Paris (depuis 1938).

## Situation et accès
Située au 195 rue du Temple. Elle est longée d'un côté par le passage Sainte-Élisabeth. Elle est desservie notamment par les stations de métro Temple et République. Le périmètre de la paroisse s'étend sur une partie du 3e arrondissement et du 11e arrondissement (autour du Cirque d'Hiver).

## Historique

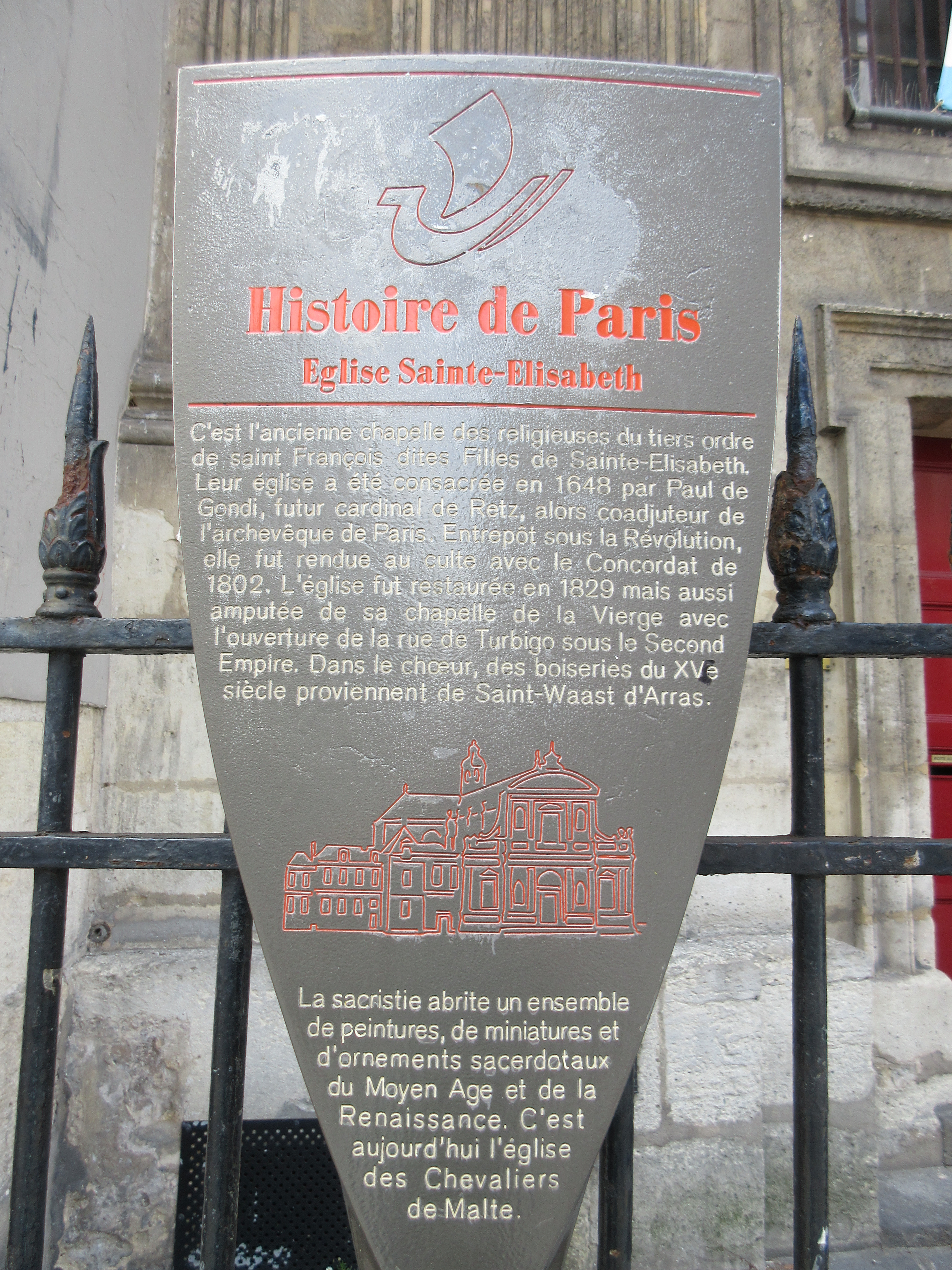
Panneau Histoire de Paris « Église Sainte-Élisabeth ».

### Construction et consécration

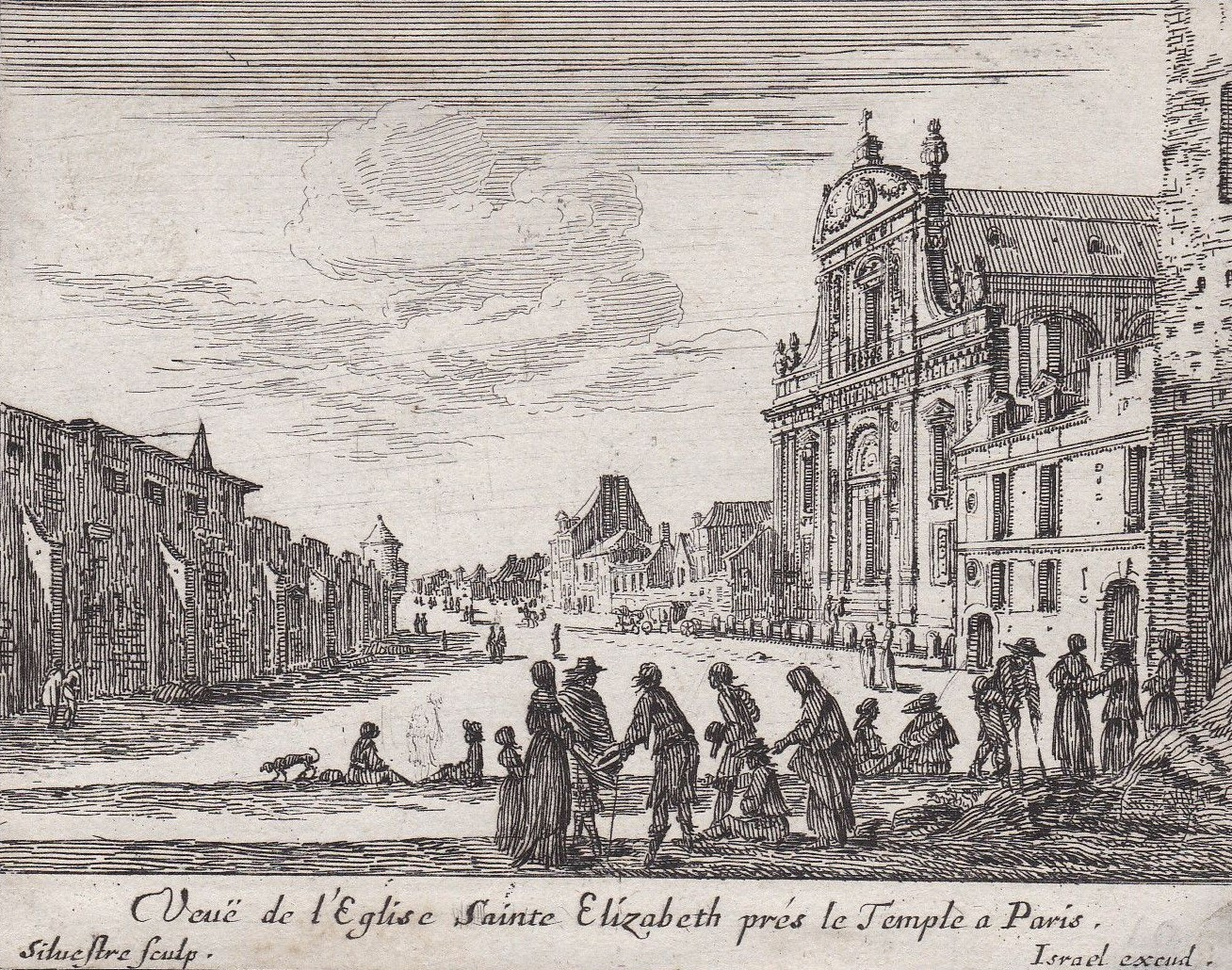
L'église Sainte-Élisabeth-de-Hongrie, par Israël Silvestre - v. 1650.

La construction de l'église est commencée en 1628 par le maître-maçon Louis Noblet, et la reine Marie de Médicis pose la première pierre le 14 mai 1628. En 1643, Michel Villedo reprend les travaux qui ont été arrêtés en 1631, pour les terminer vers 1646. L’église est consacrée (dédicacée) le 14 juillet 1646, sous la présidence de la reine Anne d'Autriche, par Jean-François Paul de Gondi, futur cardinal de Retz, et coadjuteur de l'archevêque de Paris. Elle est alors dédiée à sainte Élisabeth de Hongrie et à Notre-Dame de Pitié. Le parrain et la marraine de la cloche sont le duc d’Angoulême, grand prieur de l’ordre de Saint-Jean de Jérusalem, et Charlotte de Montmorency.

### Chapelle des religieuses du Tiers-Ordre franciscain (Dames de Sainte-Élisabeth)
À l'origine, l'église est la chapelle du monastère des sœurs franciscaines du Tiers-Ordre régulier cloîtré de la stricte observance. Parmi ces religieuses, il y eut mesdemoiselles de Harlay, Trudaine, Berryer, Le Tellier, Voisin... Elle s'occupaient de l'éducation des jeunes filles ainsi que de personnes âgées. Parmi celles-ci, probablement Esprit Madeleine Poquelin, fille de Molière. Elle comprend alors une nef à quatre travées, terminée par un chevet plat, un bas-côté droit flanqué de quatre chapelles latérales et un chœur (à l'emplacement de l'actuelle chapelle de la Vierge).

### Période révolutionnaire
Pendant la Révolution française, le 29 août 1792, les religieuses sont expulsées par les municipaux de la Commune de Paris. Le confesseur des Dames de Sainte-Élisabeth, l'abbé Georges Girault (en religion père Séverin de Saint Jean) est arrêté et emprisonné au couvent des Carmes Déchaux. Assassiné le 2 septembre 1792, il devint le premier martyr des Carmes et fut déclaré bienheureux en 1926. Le père Élysée Guinain, chapelain des sœurs, est arrêté et emprisonné. La chapelle du couvent devient alors un dépôt de farine appelé « le Magasin Élisabeth », ouvert jusqu’en 1802. Le campanile est détruit pendant la Terreur. La famille royale est enfermée à quelques mètres de l'église, dans la tour du Temple. Un tableau de Gustave François, visible dans l'église à gauche de la porte principale, représente les adieux de Louis XVI à sa famille, le 20 janvier 1793.

### Époque contemporaine

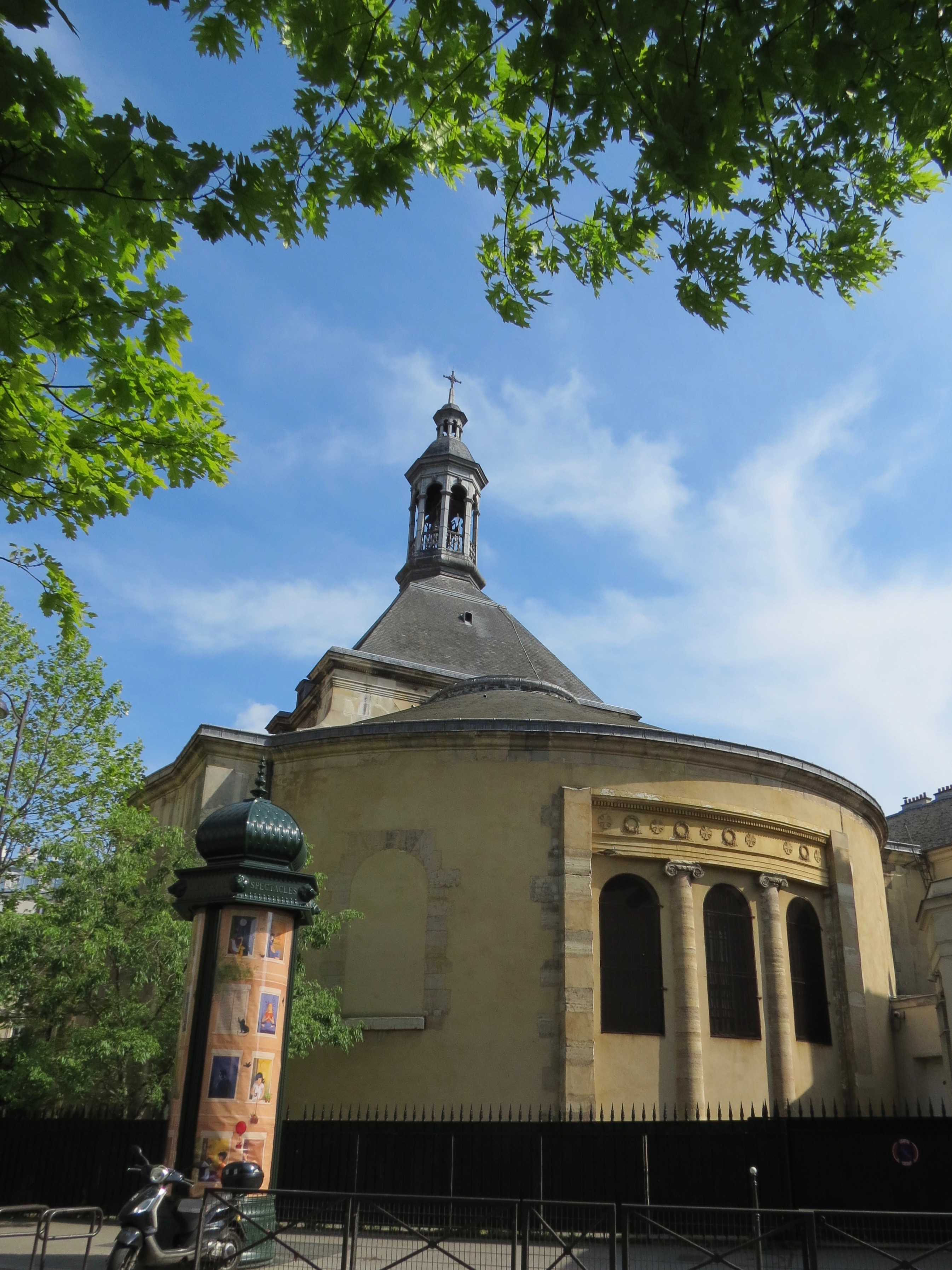
Vue de l'abside et du clocher depuis la rue de Turbigo.

L'église est rendue au culte au début du XIXe siècle. C'est à cette époque qu'elle devient l'église paroissiale du quartier du Temple, l'église de la paroisse, Sainte-Marie-du-Temple qui se trouvait dans l'enclos du Temple, vers la rue Perrée, ayant été rasée en 1796 ou 1797. Les religieuses et leurs pensionnaires s'installant au 60 rue de Turenne. L'abbé Marc-Antoine de Plainpoint est curé de 1802 à 1813.
En 1815, y est célébrée une messe pour Louis XVI par Hyacinthe-Louis de Quélen, à la demande des baillis, commandeurs et chevaliers de l’ordre souverain de Malte.
Elle est agrandie sous la Restauration par l'architecte Étienne-Hippolyte Godde (1781-1869). On lui rajoute un chœur, un déambulatoire et deux grandes chapelles dans le bas-côté gauche. Dans le déambulatoire, Godde fait édifier une petite chapelle axiale dédiée à la Vierge, mais elle sera détruite en 1858 lors du percement de la rue Turbigo.
En 1845, le curé Éloi Jousselin achète et fait installer dans le déambulatoire les bois sculptés des stalles de l'abbaye Saint-Vaast d'Arras. Il fait également installer le grand orgue et les boiseries de la nef et des bas-côtés.
En 1853, est inauguré le grand orgue Suret, 1re médaille de l'Exposition universelle de 1855.
De 1923 à 1947, le curé de sainte Élisabeth est le chanoine et collectionneur d'art Albert Marcadé. Durant son mandat, une nouvelle sacristie et un nouveau campanile (selon le plan primitif) sont construits, un orgue est installé dans le chœur, l'église est classée au titre des monuments historiques (1937) et devient, sans cesser d'être église paroissiale, l'église de l'ordre souverain de Malte en France (1938). Par ailleurs, des Juifs y sont cachés pendant la Seconde Guerre mondiale.
En 1985, la Ville de Paris procède à des restaurations.
En novembre 2007, y est fêté le 8e centenaire de la naissance de sainte Élisabeth de Hongrie, avec notamment une messe pontificale présidée par le cardinal Tauran, la vénération du manteau de saint François,, une procession vers Notre-Dame de Paris avec la relique du cœur de sainte Élisabeth et une messe pontificale à la cathédrale. Un colloque historique s'est tenu à la mairie du 3e arrondissement.
Le 28 mai 2015, une plaque rendant hommage au chanoine Marcadé est apposée sur la façade, rue du Temple.
Le 21 mai 2016, elle est le point de départ d'une procession pour le 1700e anniversaire de la naissance de saint Martin, en présence de l'abbé Paul Préaux, modérateur général de la communauté Saint-Martin et de S.E. György Károlyi, ambassadeur de Hongrie à Paris. La procession s'est achevée en l'église Saint-Germain-l'Auxerrois (Paris Ier).

## Culte
La messe dominicale est célébrée chaque dimanche à 11 h en français.
En semaine du temps ordinaire, la messe y est célébrée à 12 h 30 et à 19 h. Les vêpres y sont chantées du mardi au vendredi à 18h30. Les sacrements de la vie chrétienne y sont délivrés ainsi que les obsèques des personnes défuntes.
La messe y célébrée, en mandarin, le dimanche après-midi, à 15h30.
Certains grands offices de l'ordre souverain de Malte y sont également célébrés.

## Concerts
En raison de sa formidable acoustique, de nombreux concerts de musique classique y ont eu lieu. La paroisse accueille dans ses locaux divers ensembles vocaux qui y répètent et contribuent à embellir les célébrations.

## Description

### Extérieur
Extérieurement, l'église se remarque principalement pour sa façade d'origine, de style classique, d'inspiration jésuite. Une Piéta de Joseph-Michel-Ange Pollet se trouve sur le tympan. Quatre statues, datant du Second Empire : en bas : Saint Louis et sainte Eugénie (sainte patronne de l'épouse de Napoléon III) ; en haut : sainte Élisabeth et saint François d'Assise.

### Intérieur

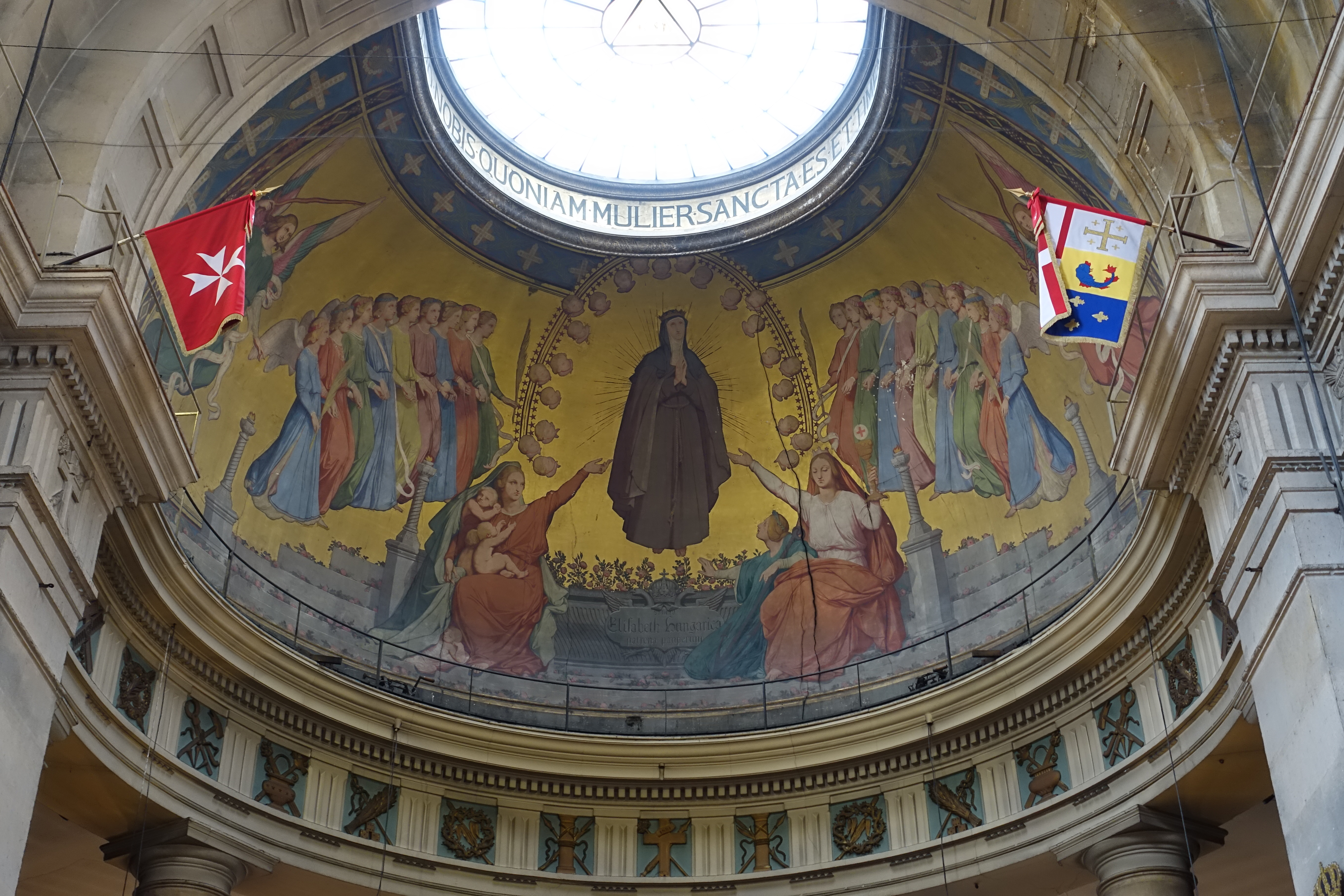
Fresque en demi-cintre La Glorification de sainte Élisabeth de Hongrie par Jean Alaux.

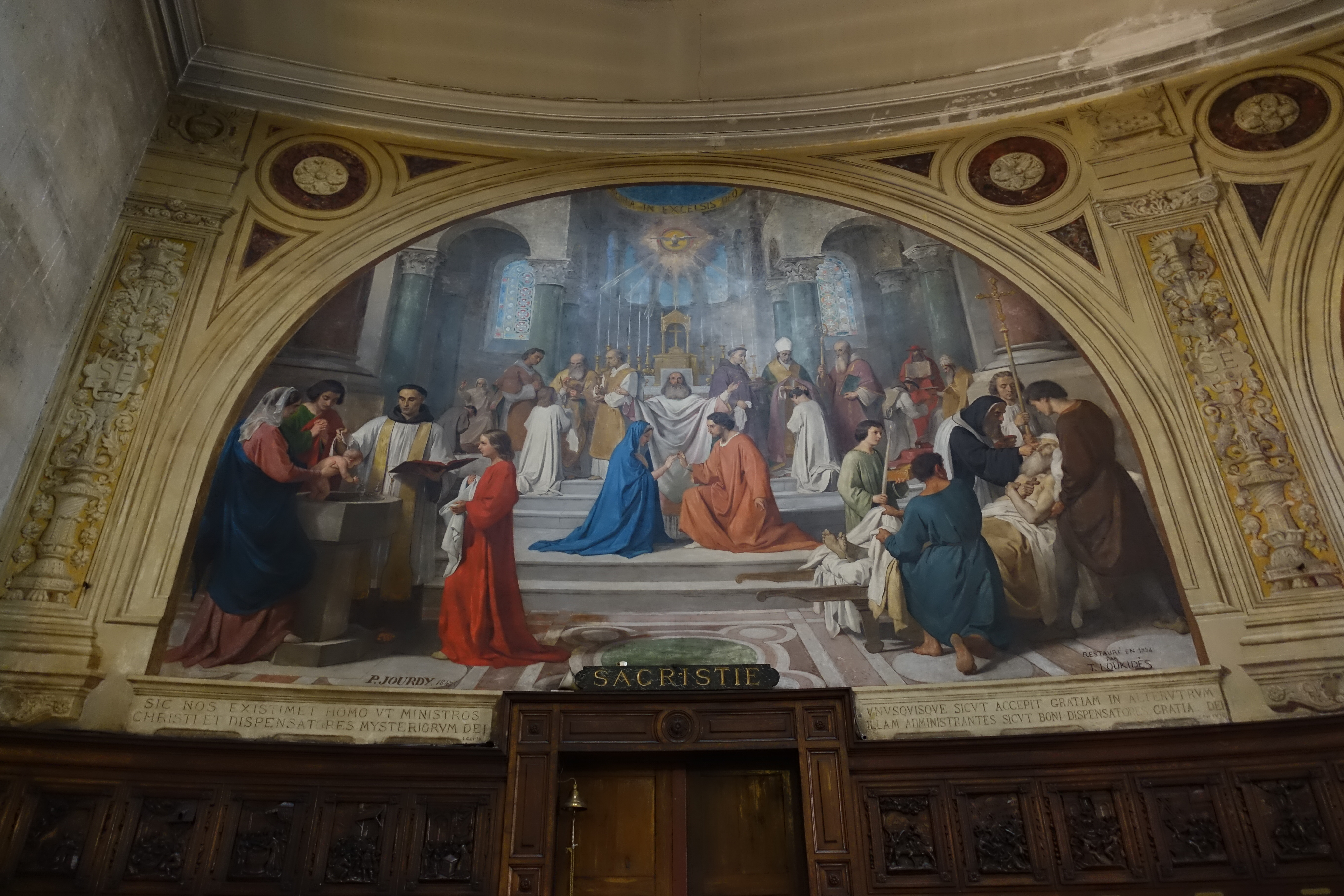
Les Sept sacrements de Paul Jourdy à l'entrée de la sacristie.

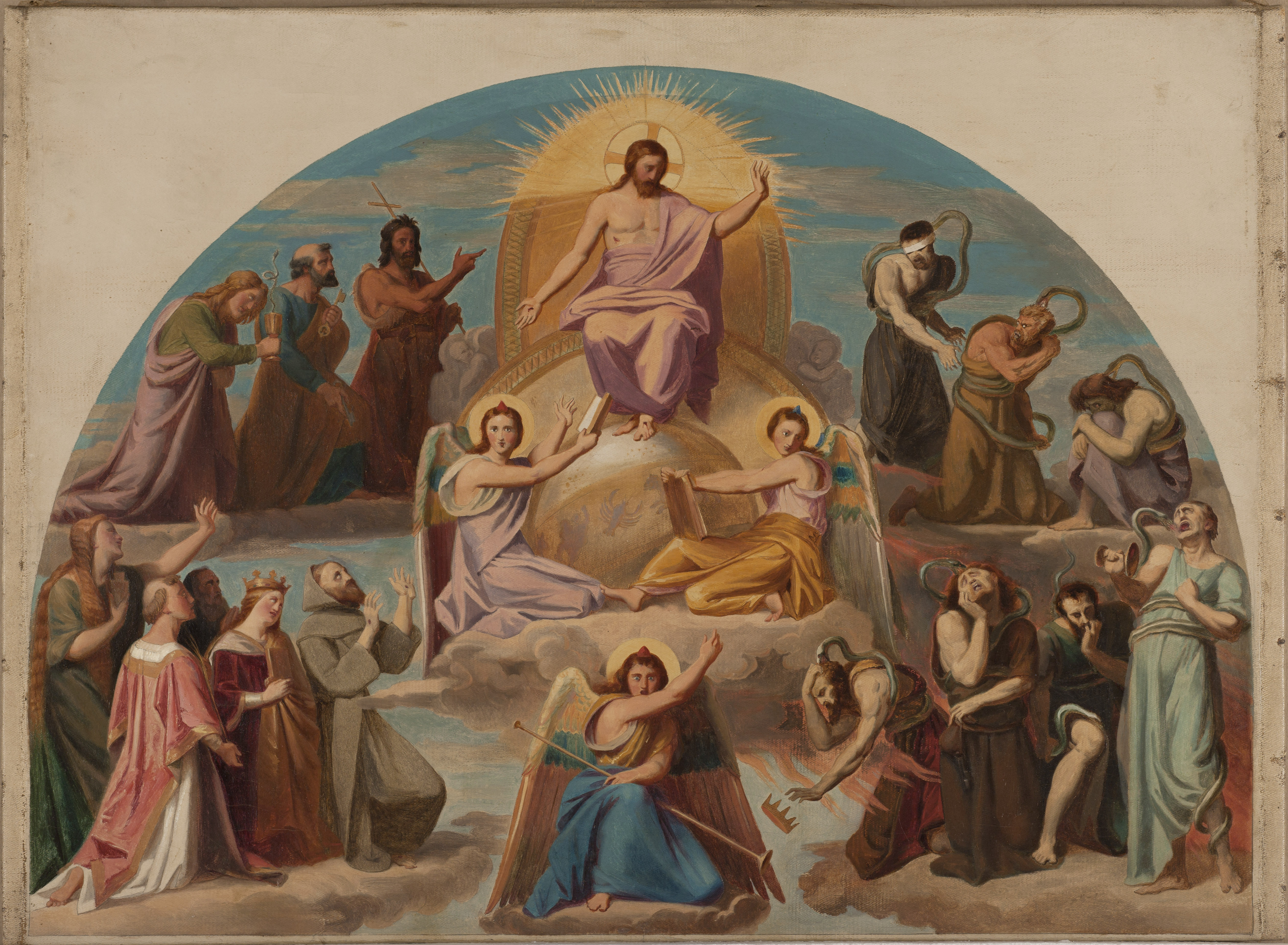
Adolphe Roger, Le Jugement Dernier, esquisse pour l'église Sainte-Élisabeth, 1843, Petit Palais, musée des Beaux-Arts de la ville de Paris.

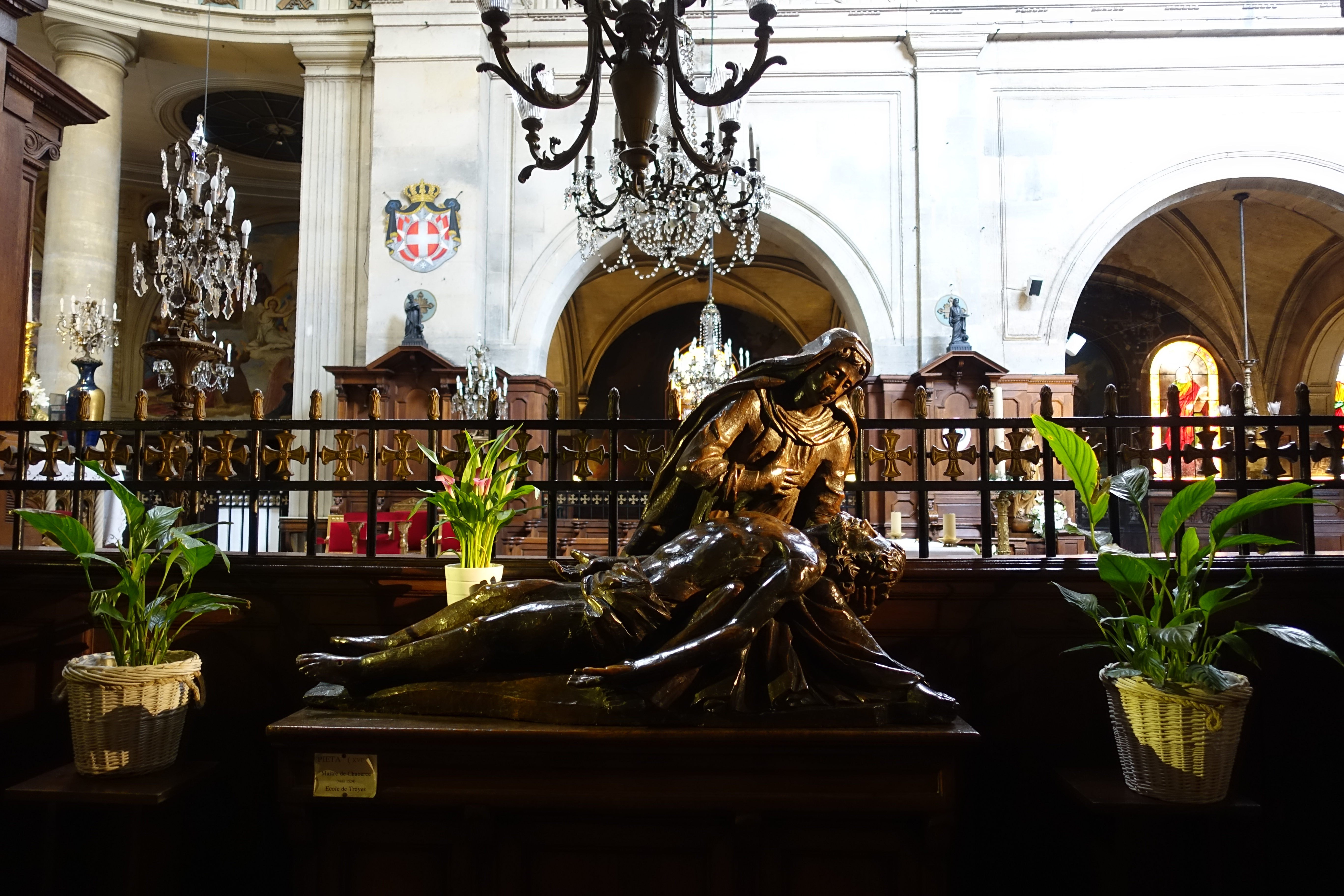
Piéta du XVIe siècle, attribuée au Maître de Chaource.

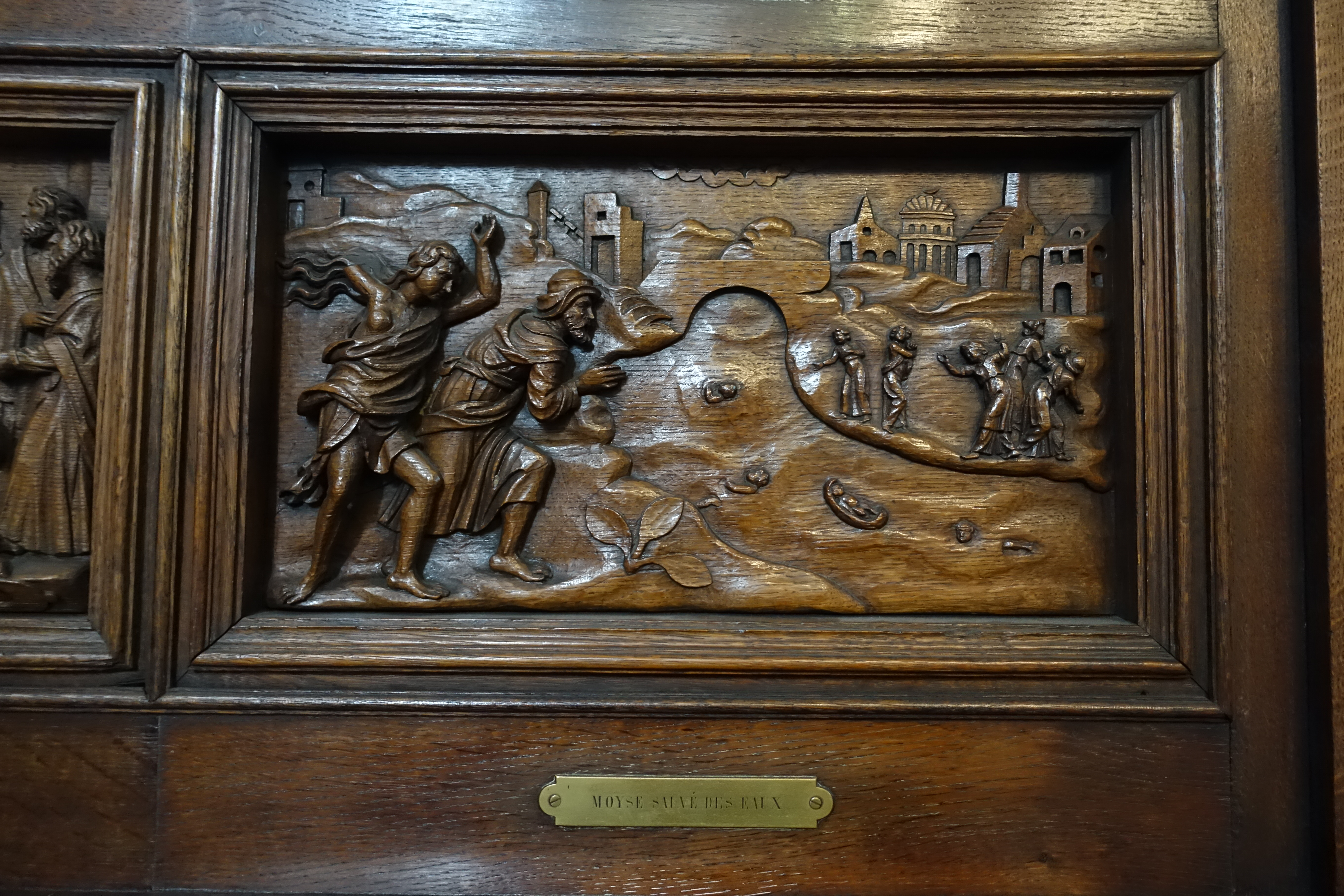
L'une des boiseries du déambulatoire (XVIIe siècle), Moïse sauvé des eaux.

L'église actuelle est constituée d'une nef et d'une chapelle attenante, de bas-côtés, d'un déambulatoire et d'un clocher, d'une sacristie et de différentes salles.
On trouve,
- dans la nef :
  - une corniche accompagnée d'une frise ornée de symboles liturgiques et des instruments de la Passion.
  - une chaire en bois sculpté, un banc d’œuvres décoré d'angelots.
- dans le chœur :
  - une demi-coupole ornée d'une fresque représentant « La Glorification de sainte Élisabeth de Hongrie accueillie par les anges dans le ciel » par Jean Alaux (1786-1864). Élisabeth a revêtu l'habit franciscain. Elle est saluée par les trois vertus théologales et par les archanges saint Michel et saint Gabriel.
  - quatre colonnes rondes de style classique (XIXe siècle) ;
  - un maître-autel décoré de peintures d'anges en adoration et d'un bas-relief de la Résurrection en bronze (XIXe siècle), un autel en bois (XXIe siècle), des stalles, une Vierge en bois, deux vitraux : « Le Miracle des roses » et « La Canonisation de sainte Élisabeth par le pape Grégoire » de l'atelier Lobin (1891).
- dans le déambulatoire :
  - une série de 100 bois sculptés en moyen-relief du début du XVIIe siècle, installés aux alentours de 1845 et provenance de l'abbaye Saint-Vaast d'Arras, où ils décoraient les stalles. Ils représentent des scènes de l'Ancien et du Nouveau Testament. Ils portent la marque de la réforme issue du concile de Trente et reflètent la tendance théologique de l'époque 1623. Déposés au XVIIIe siècle puis oubliés, ils réapparaissent au XIXe siècle où ils sont mis en place par les soins de l'architecte Victor Baltard ;
  - le Christ en croix entouré de la Vierge et de saint Jean, triptyque en bois du XVIIe siècle de style Louis XIII ;
  - quatre fresques du milieu du XIXe siècle ; dont Les Béatitudes (de German von Bohn), les Sept sacrements (de Paul Jourdy), le Jugement dernier (d'Adolphe Roger) et Les Sept œuvres de Miséricorde (de Jean-Louis Bézard). On peut y admirer une autre œuvre d'Adolphe Roger, Laissez venir à moi les petits enfants.
  - l'autel du Sacré-Cœur, comme, à la basilique du Sacré-Cœur de Montmartre.
- dans les bas-côtés :
  - à gauche de l'entrée, à hauteur du grand orgue, une statue de la Vierge Marie dans la chapelle dédiée à Notre-Dame de la Paix.
  - une statue de sainte Thérèse de l'Enfant Jésus à hauteur de l'accès à la chapelle des Catéchismes (salle de l'Évangile).
  - une statue de Vierge à l'Enfant.
  - une statue de saint Joseph et de saint Antoine de Padoue.
  - des fonts baptismaux du XVIIe siècle (1654), provenant de l'église saint-Sauveur. Ils sont toujours en usage aujourd'hui.
  - des confessionnaux.
  - des vitraux remarquables des années 1820. Ils représentant saint Jean l'Évangéliste, saint Jean-Baptiste et saint Joseph, et ont été réalisés par l'atelier de peinture sur verre de la Manufacture de Sèvres d'après des cartons d'Abel de Pujol[10].
  - une Piéta du XVIe siècle, attribuée au Maître de Chaource ; deux statues de sainte Élisabeth ;
  - une peinture sur bois représentant notamment l'abbé Girault (auteur inconnu) ;  un tableau de sainte Geneviève (la patronne, de Paris) gardant ses moutons.
  - un Chemin de croix (XXIe siècle - 2009) de Sergio Birga (1940-2021).
  - des panneaux de bois du XIXe siècle illustrant la vie de sainte Geneviève.
- dans la chapelle de la Vierge :
  - un autel décoré des trois vertus théologales (peintures d'Abel de Pujol) ;
  - une grande peinture « Élisabeth déposant sa couronne aux pieds de l'image de notre Seigneur » de Merry-Joseph Blondel (1781-1853) ;
  - une statue de sainte Élisabeth en plâtre du sculpteur Louis-Denis Caillouette (1845) ; drux vitraux ;
  - une peinture anonyme « Marie de Béthanie en prière » avec, à l'arrière-plan une scène rare : une femme qui se querelle avec le Christ, Marthe de Béthanie, la sœur de Marie.
- dans la chapelle des Catéchismes (salle de l'Évangile):
  - quatre toiles en demi-cintre marouflées du XIXe siècle.

Intérieur de l'église
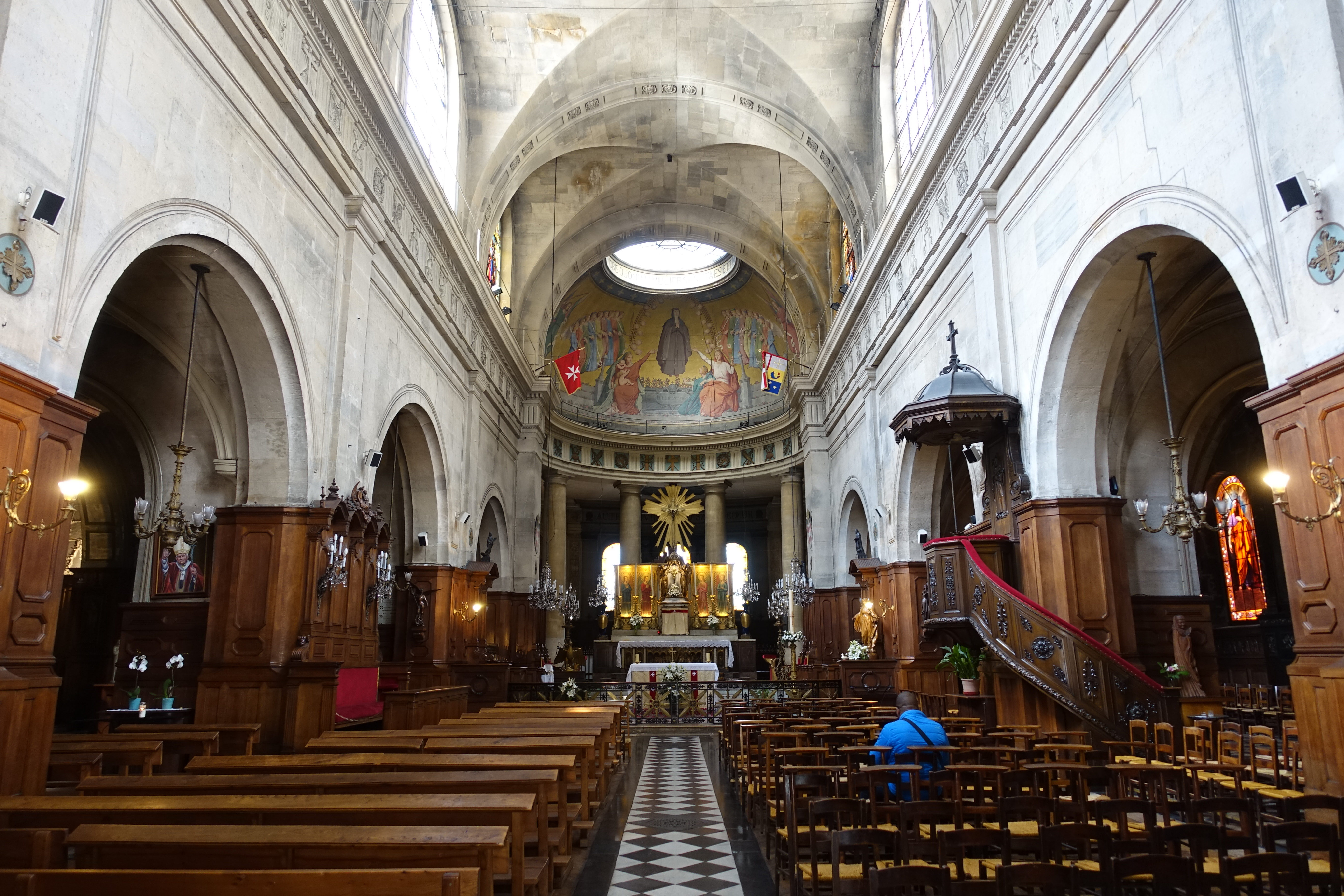
Nef.
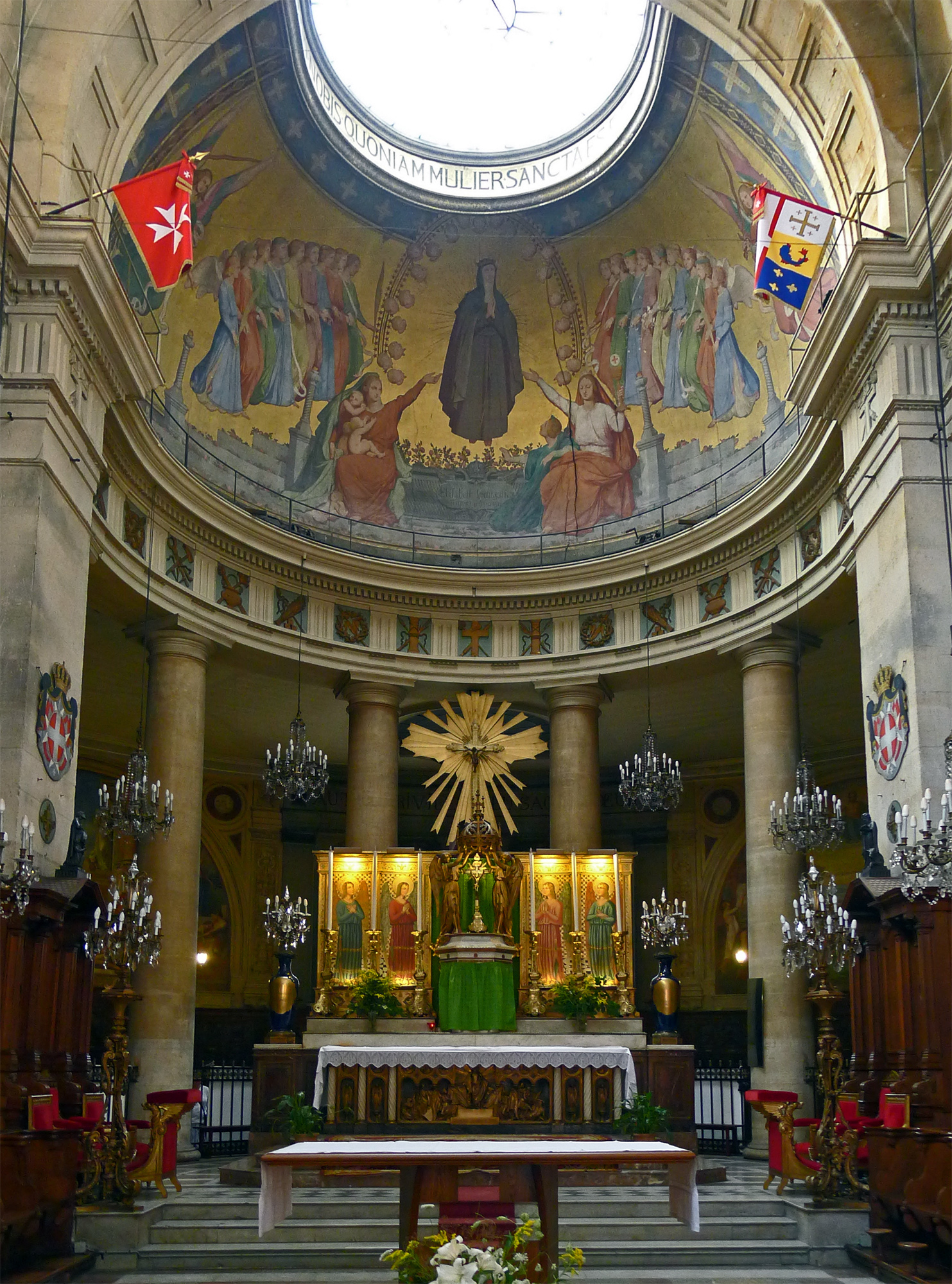
Chœur.
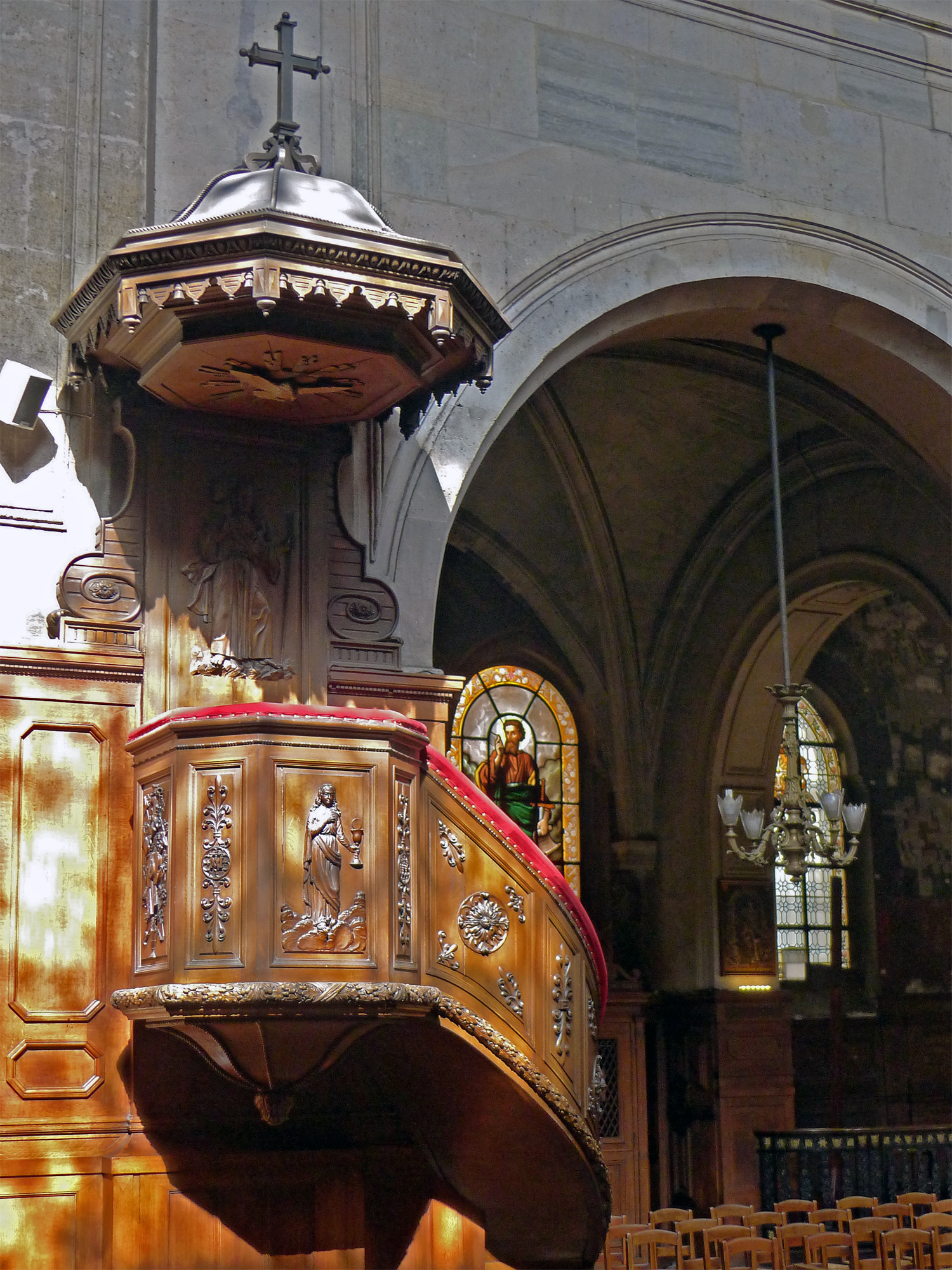
Chaire.
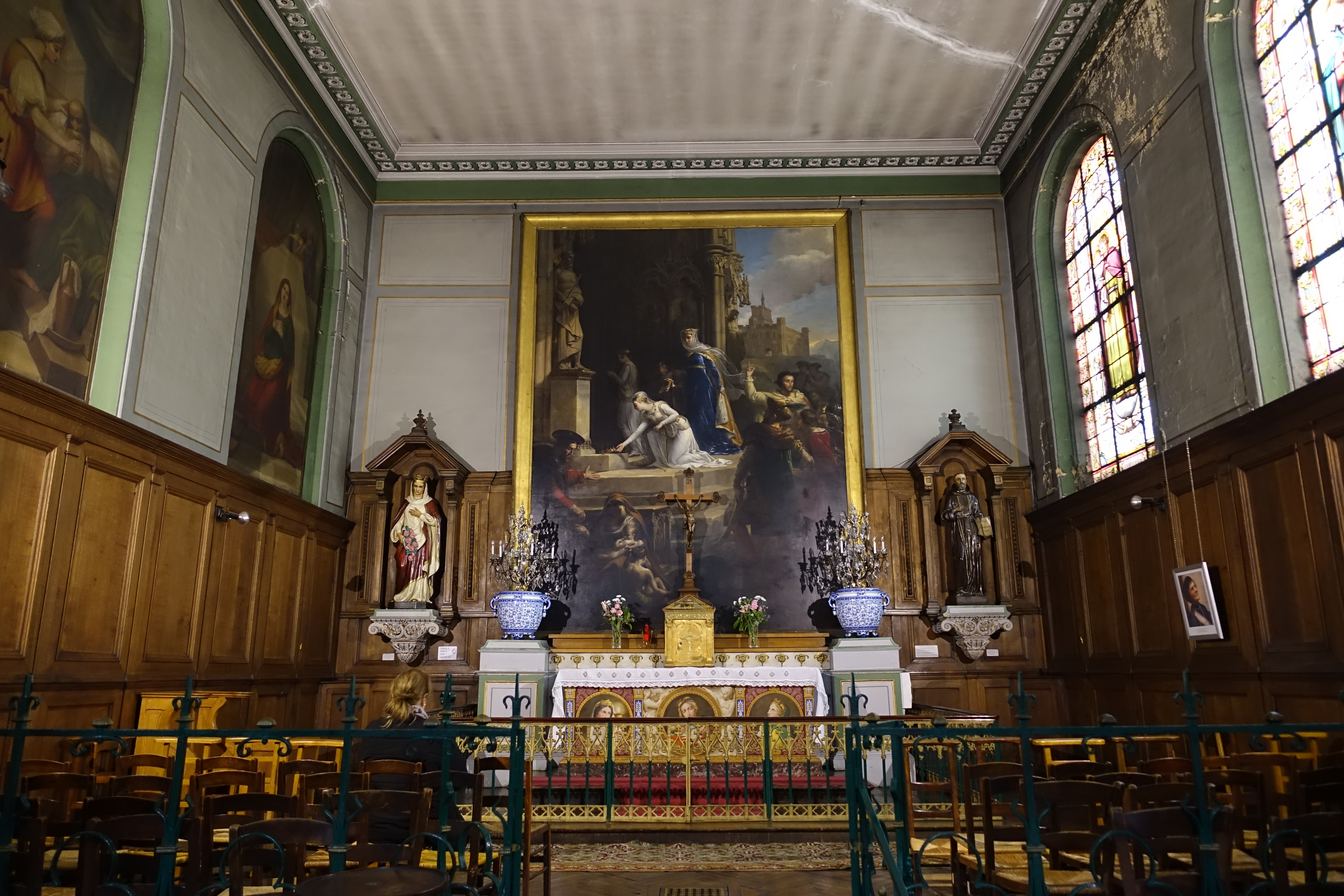
Chapelle de la Vierge avec le tableau de Merry-Joseph Blondel.
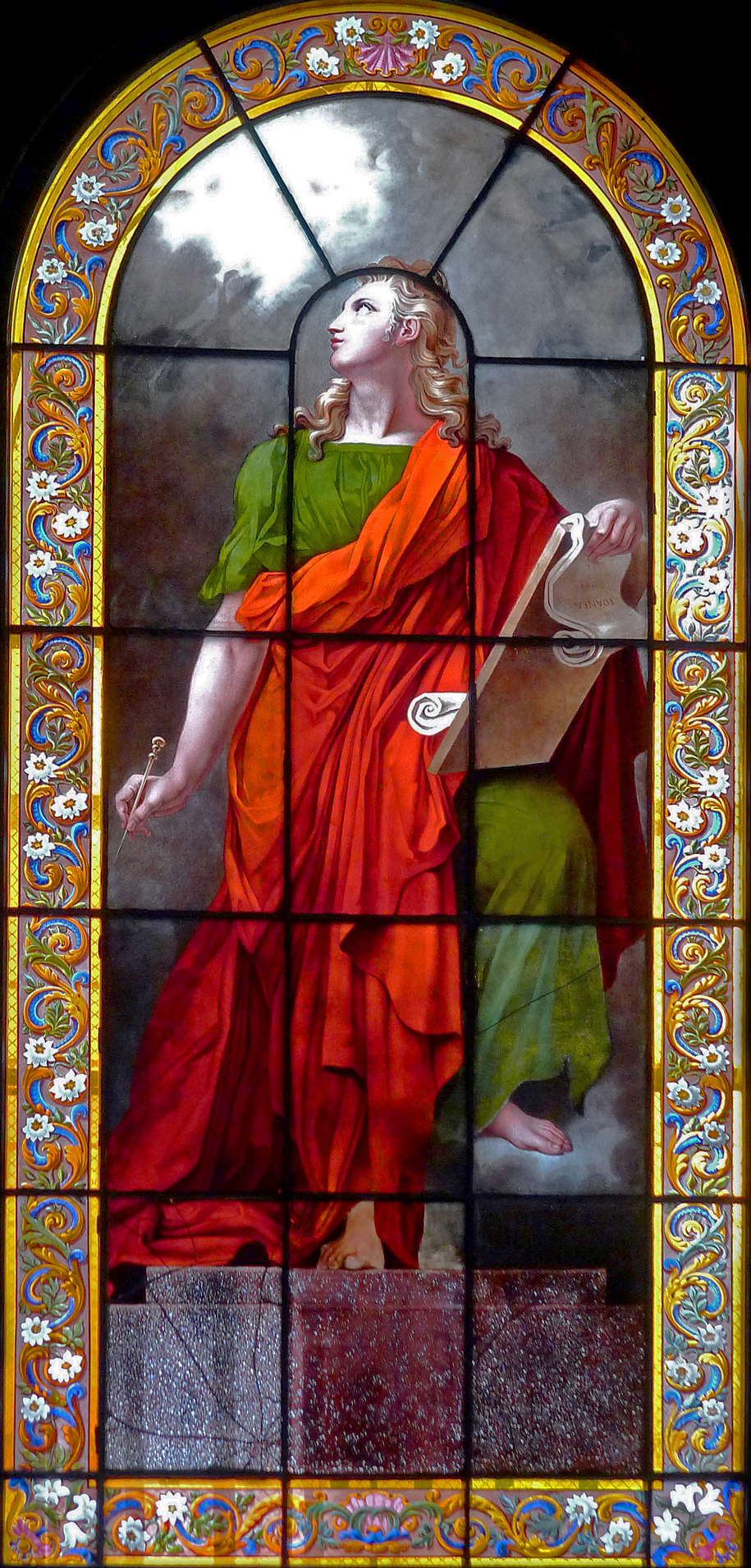
Vitrail de saint Jean l'Évangéliste.

## Les orgues
L'église Sainte-Élisabeth possède actuellement deux orgues.
L'orgue de chœur, situé derrière le maître-autel est un instrument de John Abbey, posé vers 1925 et transformé par la société des anciens établissements Gutschenritter à la fin des années 1950.
Composition (orgue de chœur)
| Clavier 56 notes |
| Flûte 8'         |
| Bourdon 8'       |
| Prestant 4'      |
| Quinte 2 2/3'    |
| Doublette 2'     |
| Trompette 8'     |

| Pédale 30 notes |
| Soubasse 16'    |

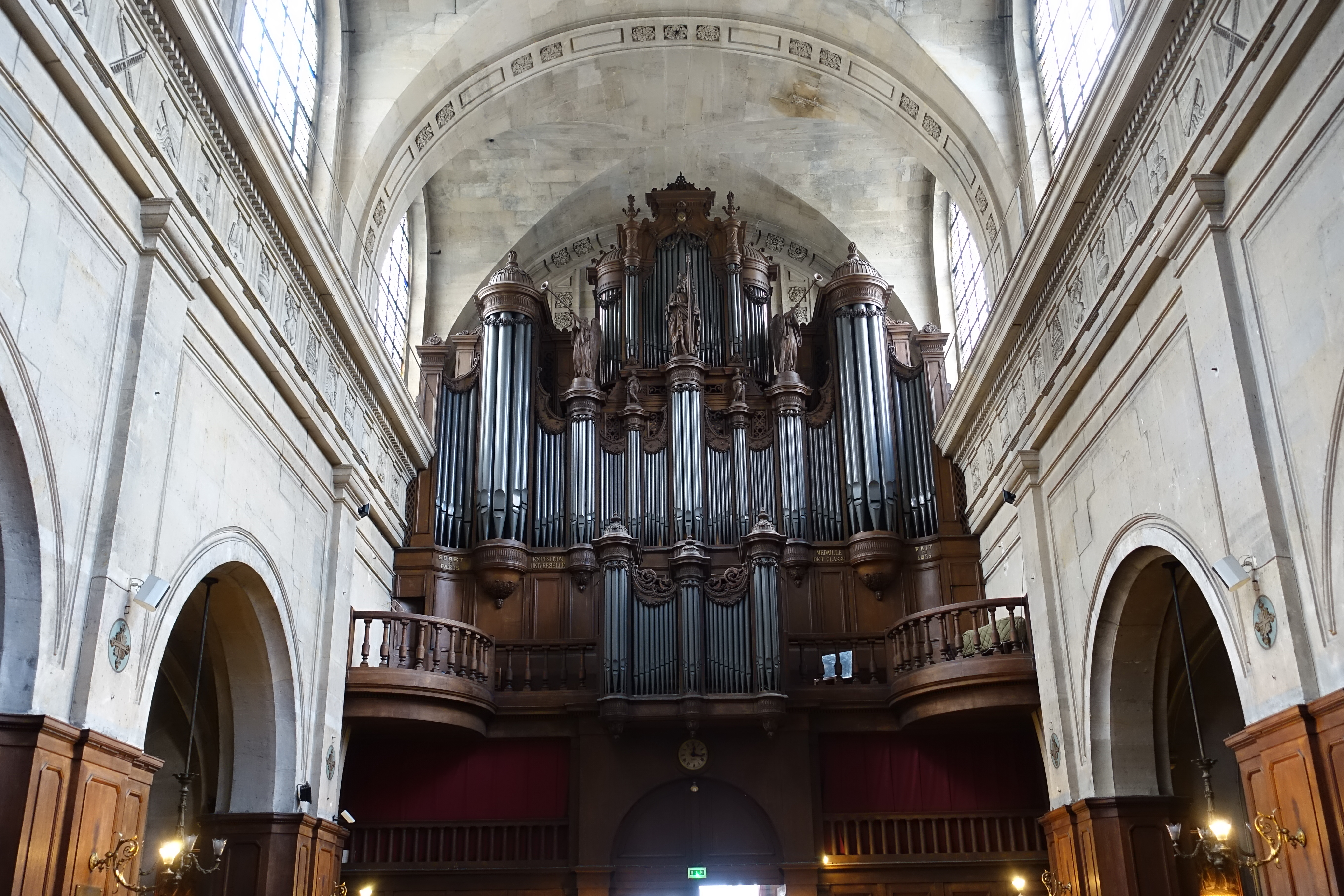
Le grand Orgue de tribune.

Le grand Orgue est placé sur une grande tribune au fond de la nef. C'est le plus grand instrument de Marie Antoine Louis Suret, inauguré en 1853. Après avoir été modifié profondément par la maison Gutschenritter, l'instrument finit par tomber en panne. Ayant perdu toute son intégrité, il est restauré en 1994-1999 par la manufacture Giroud, qui restitue la composition d'origine à l'exception de l'Euphone du grand orgue, qui est remplacé dans la composition actuelle par un Plein-Jeu, et des jeux à anches libres, reconstitués à anches battantes. De plus, la pédale d'orage disparue est remplacée par un appel des jeux de 16 pieds du grand orgue. Cet orgue est classé monument historique. L'instrument de Suret a succédé à un instrument plus petit des frères Claude de Mirecourt (1845), célèbre en son temps pour son « sommier à piston ».
Composition (orgue de tribune)
| Grand-Orgue 54 notes |
| Flûte 16'            |
| Montre 8'            |
| Bourdon 8'           |
| Flûte 8'             |
| Gambe 8'             |
| Prestant 4'          |
| Octavin 2'           |
| Plein-jeu V          |
| Cornet 16' V         |
| Bombarde 16'         |
| 1ère Trompette 8'    |
| 2e Trompette 8'      |
| Clairon 4'           |

| Récit expressif 54 notes |
| Flûte allemande 8'       |
| Bourdon 8'               |
| Gambe 8'                 |
| Voix céleste 8'          |
| Gambe 4'                 |
| Flûte octaviante 4'      |
| Cornet 8' V              |
| Cor anglais 16'          |
| Trompette 8'             |
| Clarinette 8'            |
| Hautbois 8'              |
| Voix humaine 8'          |
| Tremolo                  |

| Positif 54 notes   |
| Flûte 8'           |
| Bourdon 8'         |
| Keraulophone 8'    |
| Prestant 4'        |
| Nazard 2 2/3'      |
| Basson-hautbois 8' |
| Trompette 8'       |
| Clairon 4'         |

| Pédale 30 notes |
| Flûte 16'       |
| Flûte 8'        |
| Flûte 4'        |
| Bombarde 16'    |
| Trompette 8'    |
| Clairon 4'      |

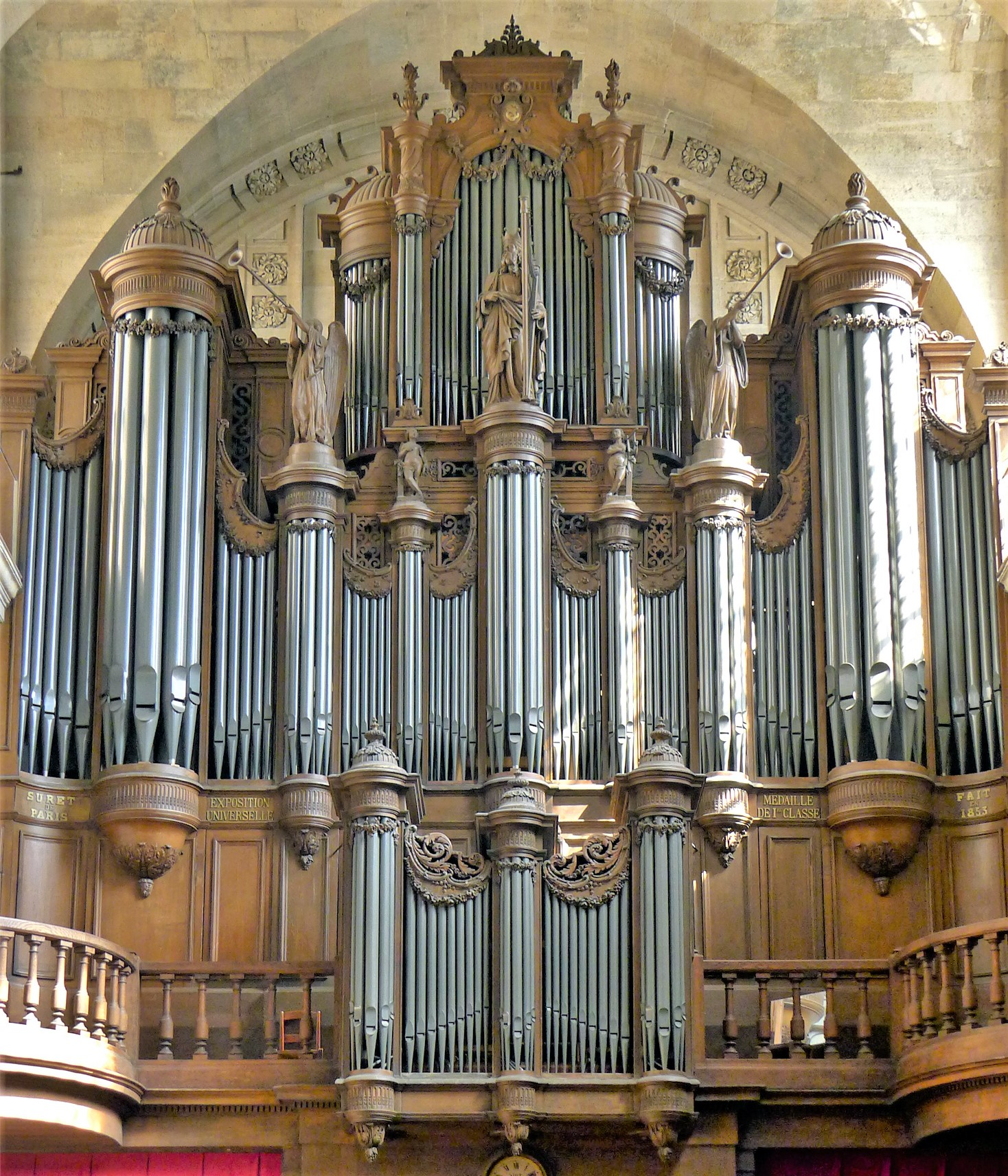
Orgue de Louis Marie et Paul Louis Suret, de 1853.

Les organistes du grand orgue ont été :
- Auguste Bazille (1853 - v. 1891)
- Georges Savoye (v. 1888 - 1895)
- Félix Fourdrain (v. 1900 - 1908)
- Joseph Boulnois (1908 - 1911)
- René Blin  (1911 - 1939)
- Pierre Vibert (1951 et 1976)
- François-Henri Houbart (1976 - 1979)
- Olivier Trachier (1979 - 1985)
- Denis Mathieu-Chiquet (1985 - 1992)
- Christophe d’Alessandro, depuis 1988